# Atayal

Atayal, ook wel Tayal, Tyal, Taiyal, Ataiyal, Attayal, Taijyal, Bonotsek, Shabogala, Takonaans, Tangao of Yukaans, is een Atayalische taal die net zoals de andere Atayalische talen uitsluitend op Taiwan wordt gesproken, het Atayal wordt meer bepaald gesproken in de bergen van een groot gebied in noordoostelijk Taiwan, ten zuiden van het Ketangalaanse taalgebied. De dialecten Sqoleq en Ts'ole' behoren tot het Atayal en worden aan de randen van het Atayal-taalgebied gesproken; samen met het Mayrinax zijn dit de enige drie bekende dialecten, doch er zijn er circa 32. Atayal is de meestgesproken van de twee Atayalische talen. In sommige gebieden wordt het Atayal actief gebruikt. De Atayaltalige mensen zijn in sommige gebieden tweetalig. Opmerkelijk is, dat het Atayal op de op Hawaï gesproken talen na, de meest noordelijk gesproken Austronesische taal is. In de Atayal-aboriginalstam 78 957 mensen, waaruit volgt dat er meer mensen Atayal spreken dan er Atayal-mensen zijn, wat merkwaardig is. Er bestaat een woordenboek en een vaste grammatica voor het Atayal. In 2002 is er een bijbel gepubliceerd in deze taal. Het Atayal wordt geschreven door middel van het Latijns alfabet.

## Classificatie
- Austronesische talen (1268)
  - Atayalische talen (2)
    - Atayal

## Evolutie van het aantal sprekers
- 1993: 63 000
- 2002: 84 330

Het aantal sprekers stijgt, in tegenstelling tot bij het Taroko, langzaam maar zeker.

## Voorbeelden
- matox: zien
- bui: fruit
- bilak: klein
- tugal: drie

## Verspreiding van de sprekers
- Taiwan: 84 330; 7e plaats, 6e volgens totaal aantal sprekers